# Любко Дереш
Лю́бко Де́реш (повне ім'я: Любомир Андрійович Дереш; нар. 10 серпня 1984, Пустомити, Львівська область, Українська РСР) — сучасний український письменник.

## Життєпис

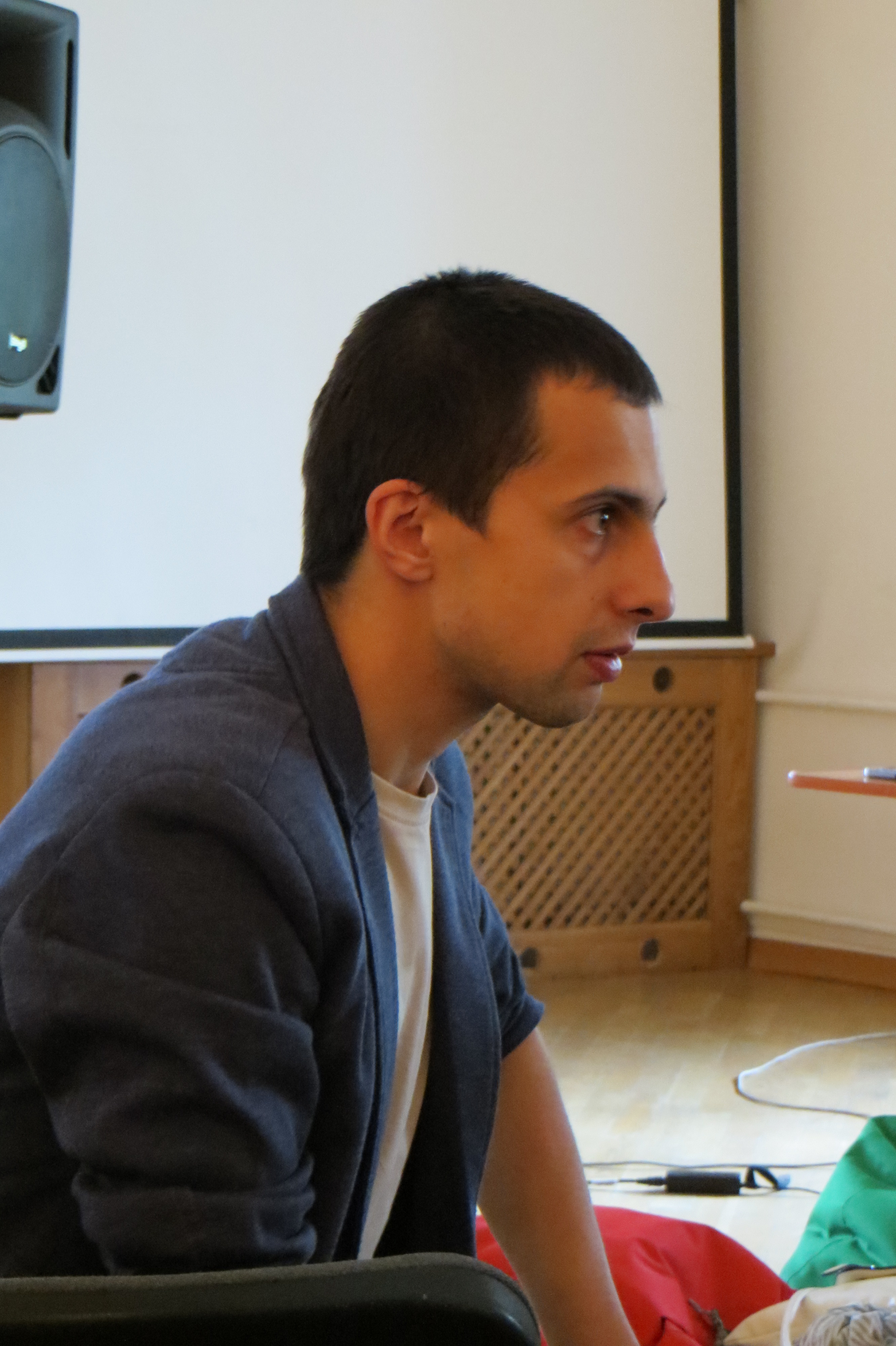
Любко Дереш під час своєї лекції 17 травня 2015 у Музеї книги

Навчався у середній школі № 2 м. Пустомити, потім закінчив Львівський фізико-математичний ліцей та економічний факультет Львівського університету (спеціальність «Облік і аудит»).
Перша публікація — роман «Культ» у часописі «Четвер» (2002) (у 18 років). Потім вийшли романи «Поклоніння ящірці» (2002; написаний раніше, ніж «Культ», але вийшов після нього), «Архе» (2005), «Намір!» (2006), «Трохи пітьми» (2007).
Його твори перекладені кількома європейськими мовами (німецька, польська, італійська, сербська тощо); роман «Культ» був представлений на Лейпцизькому книжковому ярмарку 2005 року. У 2009 році роман Дереша «Культ» видано французькою у видавництві «Сток».
З листопада 2007 року планував очолити російськомовний часопис «Кофе с молоком», розрахований на поширення у вагонах залізниці, але в 1-му номері журналу головним редактором вказано іншу людину.
Любко Дереш — один із найвідоміших сучасних українських авторів. Головні герої його творів — підлітки та цікаві історії з їхнього життя. Автор намагається правдиво показати життя героїв, тому у творах використовує розповсюджений сучасний сленг та лайливі слова. У деяких уривках сюжет містить містичні елементи і враження підлітків, які перебували під впливом галюциногенних препаратів.
З 2008 року вів програму «Книжкова полиця» на телеканалі КРТ.
Роман «Голова Якова» (підзаголовок — «Як стати Богом і не заплакати»), над яким Дереш працював майже п'ять років, вийшов у лютому 2012 р. у видавництві «Клуб сімейного дозвілля».

## Книги
- 2001 — Культ
- 2002 — Поклоніння ящірці
- 2005 — Архе
- 2006 — Намір!
- 2007 — Трохи пітьми
- 2008 — Трициліндровий двигун любові (Андрухович Ю., Дереш Л., Жадан С.)
- 2011 — Голова Якова
- 2013 — Остання любов Асури Махараджа[4]
- 2013 — Миротворець[5]
- 2014 — Пісні про любов і вічність
- 2017 — Спустошення
- 2021 —Там, де вітер
- 2024 — «Погляд Медузи. Маленька книга пітьми»[6]

### Твори, видані лише в електронній формі
24 серпня 2023 року Любко Дереш запустив благодійний продаж своїх ранніх творів, котрі не виходили друком. Сам автор окреслив ці публікації як «видання чисто для фанів». Усі кошти від продажу підуть на підтримку 80-ї ОДШБр та 215-го батальйону 125-ї ОБр ТрО.
- оповідання «Волосся» (1999)
- оповідання «Потойбічне» (2000)
- роман «Наркотичні рослини Східної Європи» (2002)
- оповідання «Миротворець» (2013)

### Дитячі книги
- «Дивні дні Гані Грак» (К.:Грані-Т, 2007, серія «Сучасна дитяча проза»)
- Любко Дереш про Миколу Гоголя, Марка Твена, Ніколу Теслу, Альберта Ейнштейна, Стівена Кінґа / Л. Дереш. — Київ : Грані-Т, 2007. — 71 c. — (Серія «Життя видатних дітей»). — ISBN 978-966-2923-77-3. — ISBN 978-966-4650-84-4

## Переклади творів автора іншими мовами
- «Культ»
  - «Kult». Suhrkamp, Frankfurt am Main 2005. ISBN 3-518-12449-8 (переклад німецькою)
  - «Kult». Fazi Lain, Roma 2007, ISBN 978-88-7625-032-3 (переклад італійською Лоренцо Помпео)
- Архе
  - «Arche. Monolog, który wciąż jeszcze trwa». Prószyński, Warszawa 2005, ISBN 83-7469-173-5 (переклад польською Katarzyna Kotyńska)
- «Поклоніння ящірці»
  - «Die Anbetung der Eidechse oder wie man Engel vernichtet». Suhrkamp, Frankfurt am Main 2006. ISBN 978-3-518-12480-2 (переклад німецькою)
- Намір!
  - «Intent! Oder die Spiegel des Todes». Suhrkamp, Frankfurt am Main 2008. ISBN 978-3-518-12536-6 (переклад німецькою)